# العشاري (الجميمة)

تعديل مصدري - تعديل

العشاري هي إحدى قرى عزلة خطوه الحمارين بمديرية الجميمة التابعة لمحافظة حجة، بلغ تعداد سكانها 27 نسمة حسب تعداد اليمن لعام 2004.